# CL Draconis
CL Draconis (CL Dra / HD 143466 / HR 5960) es una estrella variable de magnitud aparente +4,97.
Está situada en la constelación de Draco cerca del límite con Bootes. Estuvo encuadrada en Quadrans Muralis, constelación hoy desaparecida que representaba un cuadrante, siendo la estrella más brillante de la misma.
Se encuentra a 110 años luz de distancia del sistema solar.
CL Draconis es una subgigante blanca de tipo espectral F0IV.
De parecidas características a las de Wasat (δ Geminorum) o μ Ceti, tiene una temperatura efectiva de aproximadamente 7235 K, brillando con una luminosidad 11 veces mayor que la luminosidad solar.
Su contenido metálico —entendiendo por metales aquellos elementos más pesados que el helio— es comparable al del Sol, excepto para titanio, cromo y bario, más abundantes que en nuestra estrella.
Gira sobre sí misma a gran velocidad —igual o superior a 141 km/s—, correspondiendo un período de rotación máximo de 18,48 horas.
CL Draconis es una variable Delta Scuti, siendo debidos los cambios de luminosidad a pulsaciones radiales y no-radiales de su superficie.
Como es característico de estas variables, la fluctuación de brillo de CL Draconis es pequeña, de solo 0,02 magnitudes. Existen dos períodos conocidos de 1,629 y 1,183 horas.
Su variabilidad fue descubierta por M. Breger en 1969.